# You're Always Here
"You're Always Here" é um single da cantora norte-americana Ashley Tisdale. Foi escrito pela própria Tisdale e seu então noivo Christopher French, que também produziu a faixa. A música foi lançada de forma independente nas lojas digitais em 16 de dezembro de 2013. 
Essa é a primeira música que Ashley lançou, sem ser de trilha sonora, desde seu segundo álbum de estúdio, Guilty Pleasure lançado em 2009. A canção é uma balada e fala sobre encontrar força na perda e foi escrita em homenagem a seu avô que tinha falecido a pouco tempo.

## Informação sobre a canção
Tisdale falou em seu Twitter sobre um "projeto especial" que sairia antes do Natal de 2013. Mais tarde, ela anunciou que o projeto seria lançado em 16 de dezembro de 2013. Dez dias antes do lançamento, ela postou uma foto de si mesma em um estúdio de gravação; assim, confirmou que o projeto estava de fato relacionado à música. 
Em 9 de dezembro, anunciou que o projeto seria uma nova canção intitulada "You're Always Here". A capa do single foi postada no Twitter no mesmo dia. 
O single, estreou no programa de rádio On Air com Ryan Seacrest e Ashley confirmou que trinta por cento dos lucros seriam doados ao "St. Jude Children’s Research Hospital".

## Single
Digital Download 
1. "You're Always Here" 3:45